# Неф (літера)
Неф (осман. ڭاف‎‎‎‎) — 28-ма літера османської абетки, в якій позначала звук [ŋ].З 1982 року її офіційно використовують в Китаї для уйгурської, казахської та киргизької мов. До 1928 року її вживали в кримськотатарській мові.
В ізольованій позиції неф має вигляд ڭ; в кінцевій — ـڭ; в серединній та початковій — ڭـ.
В арабській абетці немає цієї літери, оскільки в арабській мові немає звука [ŋ].

## В юнікоді

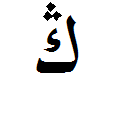
Ізольована форма літери

| Юнікод         | U+06AD           |
| Ім'я в юнікоді | ARABIC LETTER NG |
| HTML           | &#1709;          |
| ISO 8859-6     | немає            |